# Metz-Tessy
Metz-Tessy è una località appartenente al comune francese di Épagny-Metz-Tessy, situato nel dipartimento dell'Alta Savoia nella regione Alvernia-Rodano-Alpi.

## Storia
Metz-Tessy è stato un comune indipendente fino al 1º gennaio 2016, quando si è fuso con il comune di Épagny per formare il nuovo comune di Épagny-Metz-Tessy.

## Società

### Evoluzione demografica
Abitanti censiti